# Райєд аль-Атар
Райєд аль-Атар (араб. مروان عيسى; 1974, Рафах, Сектор Гази — 21 серпня 2014, Газа) — воєначальник терористичної організації ХАМАС, командувач «бригад аль-Кассам» на півдні Сектору Гази.

## Біографія
Народився в таборі біженців в м. Рафах. Навчався на історичному факультеті в Ісламському університеті Гази, проте не закінчив його через переслідування з боку влади Палестинської автономії. У квітні 1995 року був засуджений до двох років ув'язнення за незаконне поводження зі зброєю.
В червні 2006 року брав участь у викраденні ізраїльського солдата Гілада Шаліта. Він також був присутній під час звільнення Шаліта з полону під час обміну полоненими у 2011 році.
Учасник операції «Литий свинець». У 2010 році став командиром ХАМАСу на півдні Сектору Гази. Також в зоні його контролю були підземні тунелі для контрабанди зброї. За даними Ізраїлю, він був третім за рангом військовим командиром ХАМАС.
Під час операції «Хмарний стовп» у листопаді 2012 року ЦАХАЛ розбомбив його будинок на півдні сектору Гази, але самого терориста там не було. Ізраільські ЗМІ повідомляли про загибель аль-Атара, проте потім ця інформація була офіційно спростована.
Під час операції «Непорушна скеля» у Секторі Гази ліквідований внаслідок ізраїльського авіаудару 21 серпня 2014 року.
Був одружений, виховував двох синів.